# الصحة في بيرو

شعار جمهورية البيرو

لقد تغيرت الصحة في بيرو كثيرًا منذ فترات ما قبل الاستعمار حتى العصر الحديث، فعندما غزا الغزاة الأوروبيون البيرو، نقلوا معهم أمراضًا لم يكن لسكان الإنكا مناعة مكتسبة ضدها. لذلك مات الكثير من السكان، وكان هذه بمثابة نقطة تحول مهمة في طبيعة الرعاية الصحية في البيرو. ومنذ حصول بيرو على استقلالها،  تفاوتت الرعاية الصحية في البلاد بين الفقراء والأغنياء، وكذلك بين سكان الريف والحضر، عامل آخر فريد هو وجود معتقدات صحية للسكان الأصليين، والذي لايزال واسع الانتشار في المجتمع الحديث.

وقد وجدت مبادرة قياس حقوق الإنسان (HRMI) أن البيرو تحقق 83.3% مما ينبغي لها تحقيقه في المجال الصحي، حسب مستوى دخلها سنة 2021. أما فيما يتعلق بصحة الأطفال، تحقق البيرو 96.9% مما ينبغي لها تحقيقه حسب دخلها. أما صحة البالغين 84.1%. أما الصحة الإنجابية فتتراجع إلى 69%.

## التاريخ
يُقدر عدد سكان إمبراطورية الإنكا التي غطت خمسة بلدان قبل وصول الغزاة الإسبان في أوائل القرن السادس عشر - إكوادور وبيرو وبوليفيا وشمال ووسط تشيلي وشمال غرب الأرجنتين - بين 9 و16 مليون نسمة. وكان شعب الأنديز معزولًا لآلاف السنين، وبالتالي لم يكن لديه أي سبب لبناء أي نوع من المناعة ضد الأمراض الأجنبية. هذا يعني أن إدخال السكان غير الأصليين كان من الممكن أن يتسبب في كارثة للإنديز، حتى قبل وصول فرانسيسكو بيزارو على ساحل بيرو كان الإسبانيين قد نشروا أمراض مثل الجدري والملاريا والتيفوس والأنفلونزا ونزلات البرد إلى شعب أمريكا الجنوبية.
بعد 40 سنة من وصول المستكشفين الأوروبيين والغزاة انخفض عدد السكان الأصليين في بيرو بنسبة 80٪ تقريبًا. كما كان استرداد السكان شبه مستحيل بسبب الأوبئة القاتلة التي تحدث كل عشر سنوات تقريباً. بالإضافة إلى ذلك، فإن الضغوط التي سببتها الحرب والاستغلال والتغيير الاجتماعي الاقتصادي والصدمة النفسية الناجمة عن الفتوحات كانت كافية لزيادة إضعاف السكان الأصليين وجعل التعافي مستحيلاً.

## المشاكل الحالية
- إن خطر الأمراض المعدية في بيرو مرتفعًا جدًا. تشمل الأمراض الشائعة الأمراض البكتيرية المنقولة بالماء والتهاب الكبد A وحمى التيفوئيد وحمى الضنك والملاريا والحمى الصفراء وداء البريميات.

- في عام 2010 جمعت منظمة الصحة العالمية بيانات عن متوسط العمر المتوقع للأشخاص الذين يعيشون في بيرو. ووجد أن متوسط العمر المتوقع للرجل عند الولادة 74 سنة بينما يبلغ متوسط العمر عند النساء 77. وهذه التقديرات أعلى من المتوسط العالمي البالغ 66و 71 سنة. أما السكان الذين لم يصلوا الخامسة من العمر تعتبر الأسباب الشائعة لوفاتهم هي الحالات الشاذة الخلقية، والخداج، والإصابات، والالتهاب الرئوي، واختناق الولادة، والإنتان الوليدي، والإسهال، وفيروس نقص المناعة البشرية / الإيدز. كما انخفض معدل وفيات هؤلاء السكان تدريجيا منذ عام 1990 والآن قد وصلت إلى 19 حالة وفاة لكل 1,000 مولود حي.

- يعاني العديد من الأشخاص الذين يشكلون السكان الأصليين في بيرو من مشكلات صحية بسبب البيئات التي يعيشون فيها. العديد من هذه الأماكن معزولة للغاية وغالباً يكون هناك انخفاض في إمكانية الوصول إلى الغذاء والماء والمأوى وكذلك الرعاية الصحية الأساسية. وفقا لدراسة واحدة يمكن أن يكون معدل وفيات الرضع في مجتمعات السكان الأصليين 3-4 مرات أعلى من المتوسطات الوطنية.

- في السنوات الأخيرة كان هناك اتجاه للهجرة إلى المناطق الحضرية، مما عرّض بعض السكان الأصليين لتأثير التثاقف. كانت هناك تقارير متزايدة عن المشاكل الصحية مثل الإدمان على الكحول، والسمنة، وارتفاع ضغط الدم، والتي لوحظت بشكل أكبر عند سكان المناطق الحضارية. ربما بسبب هذه المخاطر الصحية يختار العديد من السكان الأصليين العيش في عزلة طوعية عن التيار الرئيسي للمجتمع.